# Толлон
 Толлон  (фр. Thollon) — французский сыр с зелёной плесенью, полуварёный, производится в Савойе в Толлон-ле-Мемиз (Thollon-les-Mémises).
Производится из сырого коровьего молока. Способ производства похож на Абонданс, но толлон твёрже и суше. Созревание длится 3—8 недель. Мякоть твёрдая, жёлтого цвета с небольшими дырочками. Корка тёмно-оранжевого цвета.
Толлон — один из видов обезжиренного (массовая доля жира в сухом веществе 15 %) савойского сыра (Рона-Альпы). Традиционно, производился не на продажу, только для домашнего употребления в местных фермерских хозяйствах. Сейчас остался только один производитель в Толлон-ле-Мемиз. Производится 4 тонны в год.